# Satiate
Satiate is het debuutalbum van de Amerikaanse punkband Avail en is uitgebracht in 1992. Satiate werd oorspronkelijk uitgegeven op Catheter-Assembly Records, waarna het later dat jaar opnieuw werd uitgegeven door Old Glory Records. In 1994 besloot Lookout! Records het album opnieuw uit te geven, met twee extra nummers van Avail.

## Nummers
1. "March" - 3:20
2. "All About It" - 1:27
3. "Forgotten" - 2:56
4. "Bob's Crew" - 2:15
5. "Observations" - 1:09
6. "Upward Grind" - 4:13
7. "Stride" - 2:54
8. "Timeframe" - 2:35
9. "Pinned Up" - 3:00
10. "Predictable" - 1:21
11. "Twisted" - 5:26
12. "Hope" - 1:43

### Heruitgave (1994)
1. "Connection" - 3:35
2. "Mr. Morgan" - 3:00